# Пьотър Чихачов
Пьотър Александрович Чихачов (на руски: Пётр Александрович Чихачёв) е руски учен, географ, геолог, пътешественик-изследовател.

## Произход и ранни години (1808 – 1839)
Роден е на 16 август 1808 година (стар стил) в Гатчина, Руска империя, в богато дворянско семейство. Баща му Александър Чихачов, подполковник от лейб-гвардията на Преображенския полк, е пръв управител на императорския дворец в Гатчина. През 1820 г., след пенсионирането на баща му, семейството се премества в Царское село, където Чихачов-младши получава отлично образование в Царскоселския лицей. Отлично научава френски, немски и английски език. През 1823 г. става студент-стажант в Петербургския университет със стипендия от Държавната колегия на външните работи. След дипломирането си през март 1828 г. постъпва на работа в Министерството на външните работи с чин колежки регистратор и му е присвоен първи офицерски чин.
През 1833 г. и назначен на служба в руското посолство в Константинопол, където научава турски и гръцки език и се занимава с изучаване на история и етнография на народите в Мала Азия. Пътува из цялата Османска империя, Египет, Италия, Португалия, Испания, Франция. През 1836 се завръща в Русия и активно се занимава с изучаване на астрономия, геология, география, зоология, ботаника, климатология и статистика.

## Изследователска дейност (1839 – 1878)

### Пътувания из Европа (1839 – 1841)
През 1839 – 1841 г., по препоръка на Александър Хумболт, пътешества в Италия, Южна Франция, Белгия и Великобритания, в резултат на което съставя геоложка карта на Апенинския п-ов и се запознава с много европейски учени.

### Пътешествие в Алтай и Кузнецки Алатау (1842)
През 1842 г. извършва физикогеографски и геоложки изследвания в Алтай, Северозападен Китай и в Кузнецки Алатау. Започва изследването на Алтай от долината на река Чуя, като покрай левия (южен) бряг на реката открива Северочуйския хребет (120 км, 4173 м), а покрай десния – Айгулакския (3444 м) и Курайския (3412 м) хребети. Проследява пограничния хребет Сайлюгем (3499 м) на изток до открития от него меридионален хребет Чихачов (100 км, 4029 м). Тръгва на север покрай последния, преминава през откритата от него Чулишманска планинска земя (3148 м) и изследва басейна на река Чулишман (205 км, вливаща се от юг в Телецкото езеро), като открива извора ѝ – езерото Джулукул (50°30′ с. ш. 89°45′ и. д. / 50.5° с. ш. 89.75° и. д.). Изкачва се по десния приток на Чулишман – река Чулча, пресича южната част на Абаканския хребет (1984 м) и открива изворите на реките Голям и Малък Абакан и хребета Карлиган (2468 м) между тях. Връща се в изворната област на Чулча, завива на изток, пресича северната част на Шапшалския хребет и достига горното течение на река Алаш (ляв приток на Хемчик, от басейна на Енисей). Северно от изворите на Алаш открива езерото Карахол (на 1463 м, 51°25′ с. ш. 89°30′ и. д. / 51.416667° с. ш. 89.5° и. д.), продължава на север, навлиза в горното течение на река Она (десен приток на Абакан), завива на изток, преваля открития от него Кантегирски хребет (50 – 60 км, 2826 м) и се спуска в долината на река Кантегир (ляв приток на Енисей). Покрай левия бряг на Кантегир открива Джебашкия хребет (2510 м), пресича го, достига до река Чехан и по нея и по Абакан се спуска до Енисей. От там през Минусинск се добира до Красноярск, а след това през Кузнецки Алатау – до Кузнецк. В Кузнецки Алатау открива и окунтурява Кузнецкия въглищен басейн.
Въз основа на събрания богат фактически материал изработва и издава орографска и геоложка карта на Алтай и Западни Саяни. В края на годината се завръща в Петербург, а през 1843 г. заминава за Париж, където през 1845 издава големия си труд „Voyage scientifique dans l'Altai oriental et les parties adjacentes de la frontière de Chine“ с великолепни илюстрации.

### Пътешествия в Мала Азия (1846 – 1863)
От 1846 до 1863 г. с прекъсвания извършва осем експедиции в Мала Азия, по време на които изминава повече от 8000 км и събира обширна информация по физическа география, ботаника, икономика, археология и етнография. Проследява 750 км от Западно-Понтийските планини, като отделя няколко паралелни хребета – Илгаз (32 – 35º и.д., 2565 м), Джаник (36 – 38º и.д., 1780 м) и Източно-Понтийските планини (38 – 42º и.д., 3937 м). На изток в Арменската планинска земя оконтурява хребетите Паландьокен (40 – 42º и.д., 3174 м) и Бингьол (41 – 42º и.д., 3650 м). Изследва Централен и Западен Тавър, Анатолийското плато, проследява около 400 км от средиземноморското крайбрежие на Мала Азия, а на север, на 32º и.д. открива Зонгулдагския въглищен басейн, който се експлоатира и понастоящем.
Трудовете му, касаещи изследванията му в Мала Азия и Армения, надхвърлят 100, като в тях третира географията, геологията, палеонтологията, минералогията, ботаниката и зоологията на посетените райони, а също и въпроси от исторически, икономически и обществен характер („Asie mineure. Description physique, statistique et archéologique de cette contrée“ (pt. 1 – 4, 1853 – 69)).

### Последни изследвания (1877 – 1878)
През 1877 – 1878 г. извършва геоложки изследвания в Испания, Алжир и Тунис.

## Научно наследство и последни години (1878 – 1890)
Последните години от живота си Чихачов прекарва в чужбина, като обработва и подготвя за издаване материалите от своите многочислени експедиции. Научното му наследство наброява над 130 трудове, голяма част от които са публикувани в чужбина и не са преведени на руски език. Избран е за почетен академик на Руската академия на науките, почетен член на Руското географско дружество, Минераложкото дружество, Московското дружество на изпитателите на природата, член е на множество чуждестранни академии и научни дружества. Парижката академия на науките ежегодно присъжда премия на негово име за най-добрите изследвания на Азия, учредена от завещаните от него средства.
Умира на 13 октомври 1890 година във Флоренция, Италия, на 82-годишна възраст.

## Памет
Неговото име носи хребет Чихачов (49° 40` – 50° 30` с.ш., 89° 30 и.д.), в източната част на Алтай.